# Journal of Scientific Exploration
O Journal of Scientific Exploration é uma publicação quadrimestral com revisão por pares de ciência marginal iniciado em 1987. A revista é editada atualmente pelo  parapsicólogo Stephen E. Braude e publicada pela Society for Scientific Exploration.
De acordo com sua declaração de missão, o JSE oferece um forum para a pesquisa em tópicos "fora das disciplinas estabelecidas da ciência principal." Os editores da revista afirmam que o periódico "publica alegadas observações e explicações proferidas que irão parecer mais especulativas ou menos plausíveis que em algumas revistas de disciplinas tradiconais. Assim mesmo, estas observações e explicações devem obedecer aos padrões rigorosos das técnicas observacionais e argumentação lógica." Os críticos da revista afirmam que ela é um forum para a promoção, não para a investigação, de pseudociências.

## Tópicos e políticas
O sítio da revista descreve o propósito da publicação como "um forum profissional para apresentação, crítica e debate relativos a tópicos que são por várias razões ignorados ou estudados inadequadamente pela ciência mainstream", descrevendo a publicação como um "fórum crítico de racionalidade e evidência observacional para as geralmente estranhas alegações das margens da ciência."
Respondendo parcialmente às pesquisas de opinião que indicam o interesse de  muitos cientistas  em debates e análises  razoáveis sobre objetos voadores não-identificados, a revista foi inicialmente criada para oferecer um forum para três dos principais campos que têm sido negligenciados pela ciência: ufologia, criptozoologia e parapsicologia. Também publica artigos de pesquisa, ensaios e resenhas de livros sobre muitos outros assuntos, incluindo a filosofia da ciência, contato transoceânico pré colombiano, medicina alternativa, o processo de revisão por pares de tópicos controversos, astrologia, consciência, reencarnação, opiniões minoritárias sobre teorias científicas e fenômenos paranormais.

## Recepção acadêmica
O "Spirituality and Psychiatry Special Interest Group" do Royal College of Psychiatrists diz que a revista faz relatos sobre anomalias na ciência, particularmente nos campos da  parapsicologia e do extraterrestre. Alguns acadêmicos notam que a revista publica sobre assuntos anômalos, que geralmente são marginais à ciência A revista é indexada no EBSCO Information Services, que disponibiliza uma ampla cobertura nos serviços de bibliotecas. Muitas dessas bases de dados, como Medline e EconLit, são licenciadas por vendedores de conteúdo. Outras como a Academic Search, a MasterFILE e Environment Complete têm o conteúdo licenciado diretamente dos editores e compilado pelo EBSCO. A revista não é indexada pelo  Web of Science, um serviço de indexação de revistas científicas conhecido por seu viés para revistas  bem estabelecidas.
Da Society for Scientific Exploration e do Journal of Scientific Exploration, o jornalista Michael Lemonick escreveu que "Qualquer coisa interesante que poderia aparecer no The X-Files ou na National Enquirer aparece primeiro aqui. Mas também mostra uma surpreendente atitude de  ceticismo."
Kendrick Frazier, editor do Skeptical Inquirer e membro do Committee for Skeptical Inquiry sugere que:
"O JSE, apesar de se apresentar como neutro e objetivo, parece manter uma agenda oculta. Eles parecem estar interessados em promover tópicos marginais como mistérios reais e tendem a ignorar a maioria das evidências contrárias. Eles publicam artigos 'acadêmicos' promovendo a realidade da radiestesia, da neo-astrologia, ESP e psicocinese. Muitos dos membros proeminentes e ativos são crentes fortes na realidade desses fenômenos.
Psicólogo clínico social e professor de psicologia social na University of Connecticut, Seth Kalichman considera que a revista publica  pseudociência, funcionando como  "um mercado importante para a UFOologia, atividade paranormal, poderes extrasensoriais, abdução por alienígenas e outras coisas".

## Editores
Os editores anteriores do JSE foram:
- Ronald A. Howard (Stanford University), editor-chefe fundador, 1987–1988
- Bernard Haisch (University of California, Berkeley), 1988–1999
- Henry H. Bauer (Virginia Polytechnic Institute and State University), 1999–2008
- Peter A. Sturrock (Stanford University), 2008–2008
- Stephen E. Braude (University of Maryland, Baltimore County) 2008–presente